# Erebia triglavensis
Erebia triglavensis är en fjärilsart som beskrevs av Karl Schawerda 1911. Erebia triglavensis ingår i släktet Erebia och familjen praktfjärilar. Inga underarter finns listade i Catalogue of Life.